# Горелик (деревня)
Горелик — деревня в Велейской волости Пушкиногорского района Псковской области России.
Расположена на берегу реки Шесть, в 9 км к югу от посёлка Пушкинские Горы.

## Население
| 2001 | 2002 | 2010 |
| ---- | ---- | ---- |
| 170  | ↘142 | ↘107 |

Численность населения деревни составляет 170 человек (2000 год).

## История
С 1995 до 2005 года входила в состав Первомайской волости в качестве её административного центра.
С 2006 до 2015 года входила в Полянскую волость.